# Décio
Caio Méssio Quinto Trajano Décio (Budalia, 201 – Abrito, 251) foi imperador romano entre 249 e 251.
Os exércitos da fronteira estavam insatisfeitos com imperador Filipe, o Árabe. Décio era um general muito tradicional e que acreditava no culto ao Império Romano assim como em suas tradições. Os exércitos da fronteira confiavam em Décio pela sua experiência militar e desconfiavam de Filipe, o Árabe, porque ele estava sempre ausente das batalhas. 
Foi proclamado imperador pelo senado, após a morte de Filipe, que ocorreu em um confronto entre os exércitos romanos da fronteira que se rebelaram. Décio os liderou contra os exércitos comandados por Felipe que estavam estacionados próximos a Roma. A batalha foi vencida facilmente por Décio porque as tropas posicionados nas fronteiras eram mais experientes e tinham melhores comandantes do que os liderados por Filipe, que morreu na batalha ocorrida próximo ao norte da Itália, perto de Verona. O filho de Filipe, também chamado Filipe, foi morto em Roma.
Décio observou com uma certa desconfiança o poder crescente dos cristãos, e determinou-se a reprimi-los, construiu templos pagãos, reforçou os cultos e sacrifícios do passado em todo o império. Vendo as igrejas cheias de prosélitos e os templos pagãos esvaziados, empreendeu a oitava perseguição geral contra o cristianismo. O Papa Fabiano foi um dos primeiros a sofrer o martírio. A crueldade empreendida nesta perseguição lhe deu um lugar comparável ao do imperador Nero.
No ano de 251, na Batalha de Abrito, na Mésia Inferior, ele lutou contra os Godos que haviam invadido a província. Seu filho Herênio Etrusco que o acompanhava faleceu. Décio e seu exército continuaram a lutar e foram derrotados e o imperador morto. Foi o primeiro imperador a ser morto por um exército bárbaro. 
Foi sucedido por Treboniano Galo, que governou junto com seu filho Volusiano.
Durante as perseguições de Décio, vários cristãos abandonaram a Igreja. Quando o imperador foi morto e as perseguições acabaram, estes voltaram a Roma querendo voltar à Igreja, mas Nabhatis dizia não há perdão, e foi chamado de chefe dos puristas.